# Glaverbelgebouw

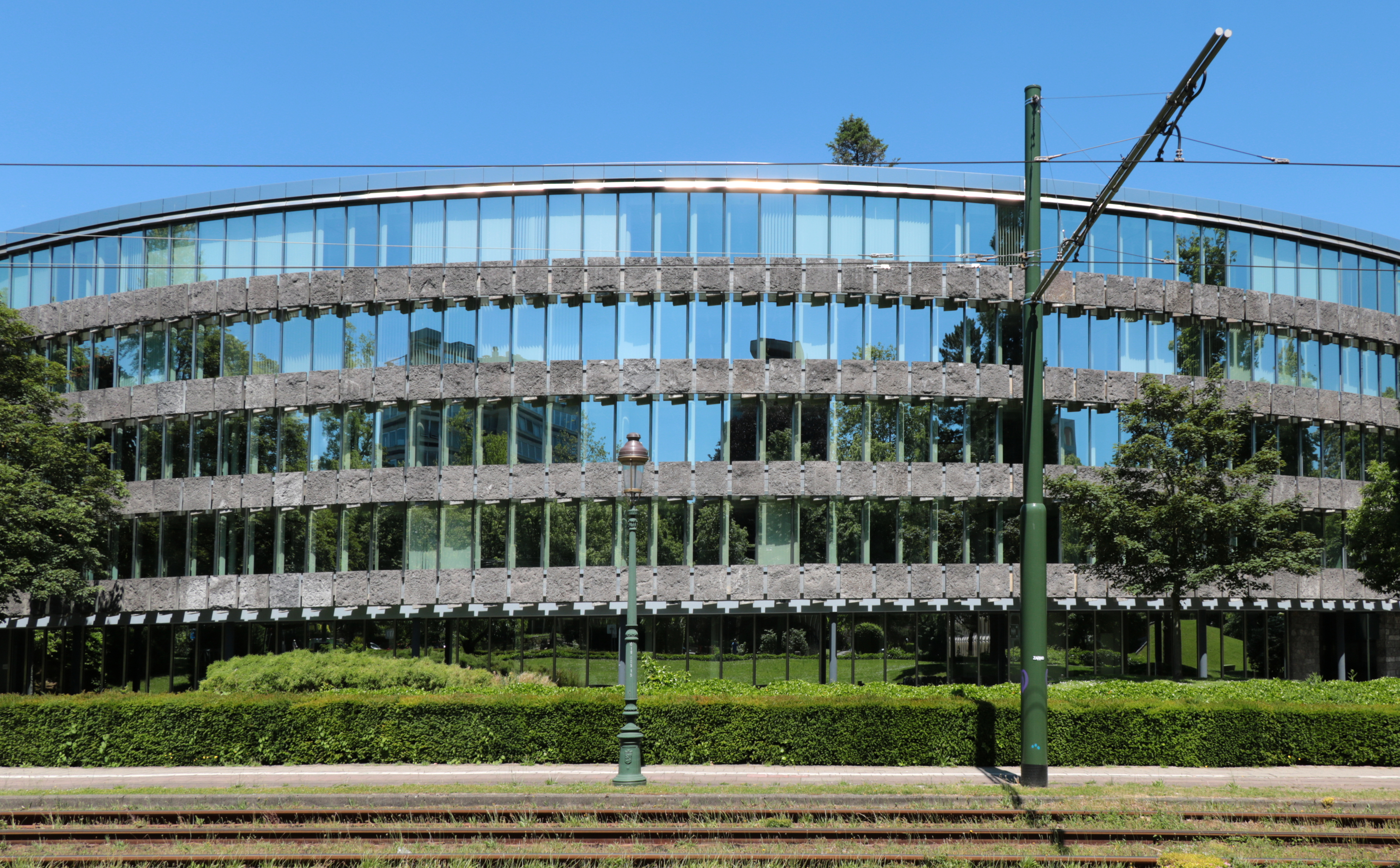
Glaverbelgebouw

Het Glaverbelgebouw is een gebouw in Bosvoorde in de Belgische gemeente Watermaal-Bosvoorde in het Brussels Hoofdstedelijk Gewest. Het gebouw staat aan de Terhulpensesteenweg 166 in het zuidwesten van de gemeente. Ten zuidoosten van het gebouw ligt het station Bosvoorde en naar het zuidwesten ligt de voormalige Renbaan van Bosvoorde.

## Geschiedenis
In maart 1964 kwamen de plannen van de hand van de architecten Renaat Braem, Pierre Guillissen, André Jacqmain en Victor Mulpas voor het kantoor van glasfabrikant Glaverbel gereed en begonnen de werken. In 1967 was het gebouw voltooid.
Tot 1981 was het gebouw volledig in gebruik door Glaverbel, daarna bezette het slechts 40% van het gebouw. De overige 60% werd voor een periode van 15 jaar geleased door een ander bedrijf.
In 1985 werd het verkocht aan de vastgoedbedrijven Bernheim en Compagnie immobilière de Belgique. Een renovatie kwam in 1998 gereed. De Antwerpse investeringsgroep Buysse & Partners is eigenaar sinds 2020.

## Gebouw
Het gebouw kenmerkt zich door de ronde vorm en grote groene ronde binnenplaats. De gevels zijn opgetrokken in blauwe hardsteen en glas. Het pand heeft een hoogte van 19 meter en een doorsnede van 116 meter, de zes verdiepingen bieden 30.000 m² aan kantoorruimte.